# Andrés Perea Ortega
Andrés Perea Ortega (Bogotá, 1940 - Madrid, 16 de noviembre de 2023) fue un arquitecto español reconocido a nivel nacional e internacional por sus obras de arquitectura y urbanismo construidas con parámetros de ecología y sostenibilidad.

## Trayectoria
Perea era hijo de padres españoles que tras la guerra civil española viajaron a Colombia, dónde nació en 1940, en la ciudad de Bogotá. Tras regresar a España, estudió arquitectura en la Escuela Técnica Superior de Arquitectura de Madrid (ETSAM), se tituló en 1965, y dos años después comenzó su labor docente como profesor de proyectos hasta el año 2009. Simultáneamente impartió clases en universidades de todo el mundo, destacar Pavía, Roma, Londres, Chicago, Buenos Aires, Bogotá, Medellín, Berlín, Seúl, Sao Paolo o Manila, y colaboró como profesor de proyectos en la Universidad Europea de Madrid e impartió conferencias en diferentes instituciones y eventos.
Perea escribió numerosos artículos en revistas de investigación especializada, sobre docencia y proyectos. Desde su estudio profesional realizó trabajos como arquitecto independiente. Realizó proyectos de edificios administrativos, de arquitectura sanitaria, de viviendas, de centros religiosos, de viviendas, de urbanismo, bibliotecas, de rehabilitación y restauración, de diseño industrial, así como proyectos para concursos internacionales y nacionales. Muchos de sus proyectos y obras están reconocidos con premios y diferentes tipos de reconocimientos. Destacar el primer premio en el Concurso Capital Plaza en Taipéi (Taiwán), ganó el Concurso de Corea para una Nueva Ciudad Multifuncional Administrativa, o una Mención en el concurso Vores by Carlsberg de Copenhague. Por las Viviendas en Parque Loranca recibió el Premio Calidad de la Comunidad de Madrid; por la Biblioteca Rafael Alberti consiguió en 1998 el Premio Urbanismo, Arquitectura y Obra Pública del Ayuntamiento de Madrid.
Perea participó como jurado en numerosos concursos de Arquitectura nacionales e internacionales, como el que tuvo lugar para el edificio de la Universidad de Alicante, la biblioteca de la Universidad de Baleares entre otros. La obra de Perea, proyectos y obra construida está documentada y estudiada en muchos artículos y publicaciones a nivel nacional e internacional. Destacar los artículos de IzasKun Chinchilla y la Exposición que realizó sobre la obra de Perea en enero de 2001 la Universidad de Alcalá, documentación recogida en una publicación de 2004.
Perea fue uno de los fundadores de la Asociación Sostenibilidad y Arquitectura (ASA), en la que también participó como miembro del Comité Científico.

## Obras seleccionadas

### Publicaciones
- 1979 Sobre la Universidad Laboral de Vigo: una obra de José Antonio López Candeira.ISSN 0211-6065.[9]
- 2001 Andrés Perea, arquitecto.[10]
- 2005 Concurso "capital plaza" en Taipei (Taiwan).[11][5]
- 2006 Panorama desde el proyecto. Arquitectos: información del Consejo Superior de los Colegios de Arquitectos de España, ISSN 0214-1124, Nº. 178, 2006, págs. 46-47.[12]
- 2007 Sobre la formación del arquitecto. Obradoiro: revista de arquitectura y urbanismo, ISSN 0211-6065, Nº. 4-5, 1979, págs. 46-61.[9]
- 2007 Expozaragoza "Un referente para el debate proyectual". Z arquitectura, ISSN 1696-3032, No. 5-6. Ejemplar dedicado a: Ciudad expuesta, págs. 10-13.[13]
- 2010 Edificio para la casa de la espiritualidad - Centro internacional Teresiano-Sanjuanista de Ávila.[14]

### Arquitectura y urbanismo
- 1997 Edificio para la zona de operaciones y mantenimiento en Rubí (Barcelona).[15]
- 1998 Biblioteca Rafael Alberti. Distrito Fuencarral-El Pardo. Madrid.[16][17]
- Edificio de Telefónica, Corazón de María, Madrid.
- Hospital de Fuenlabrada. En colaboración con Luis González Sterling.
- 2008 Centro Internacional Teresiano-Sanjuanista de Ávila.[18][19][20]
- 2010 Parador nacional de turismo de Molina de Aragón (Guadalajara).

## Reconocimientos seleccionados.
- 1999 Cerex La Coruña 1990-1992. Cerex Norte, Bilbao. Biblioteca en Fuencarral, Madrid. Edificio de usos múltiples, Lugo. Centro de salud Hermanos García Noblejas, Madrid. Centro de salud, Majadahonda. Documentos de arquitectura, ISSN 0214-9249, N.º. 41. Ejemplar dedicado a Andrés Perea, págs. 5-63.[21]
- 1998 Biblioteca pública Rafael Alberti: Premio Urbanismo, Arquitectura y Obra Pública del Ayuntamiento de Madrid.[6]
- 2005 Revista de Arquitectura número 341 dedicada a la obra de Andrés Perea.[22]
- 2016 Insignia Oro COAM (Colegio Oficial de Arquitectos de Madrid). Colegiado 1727.[23]

## Galería

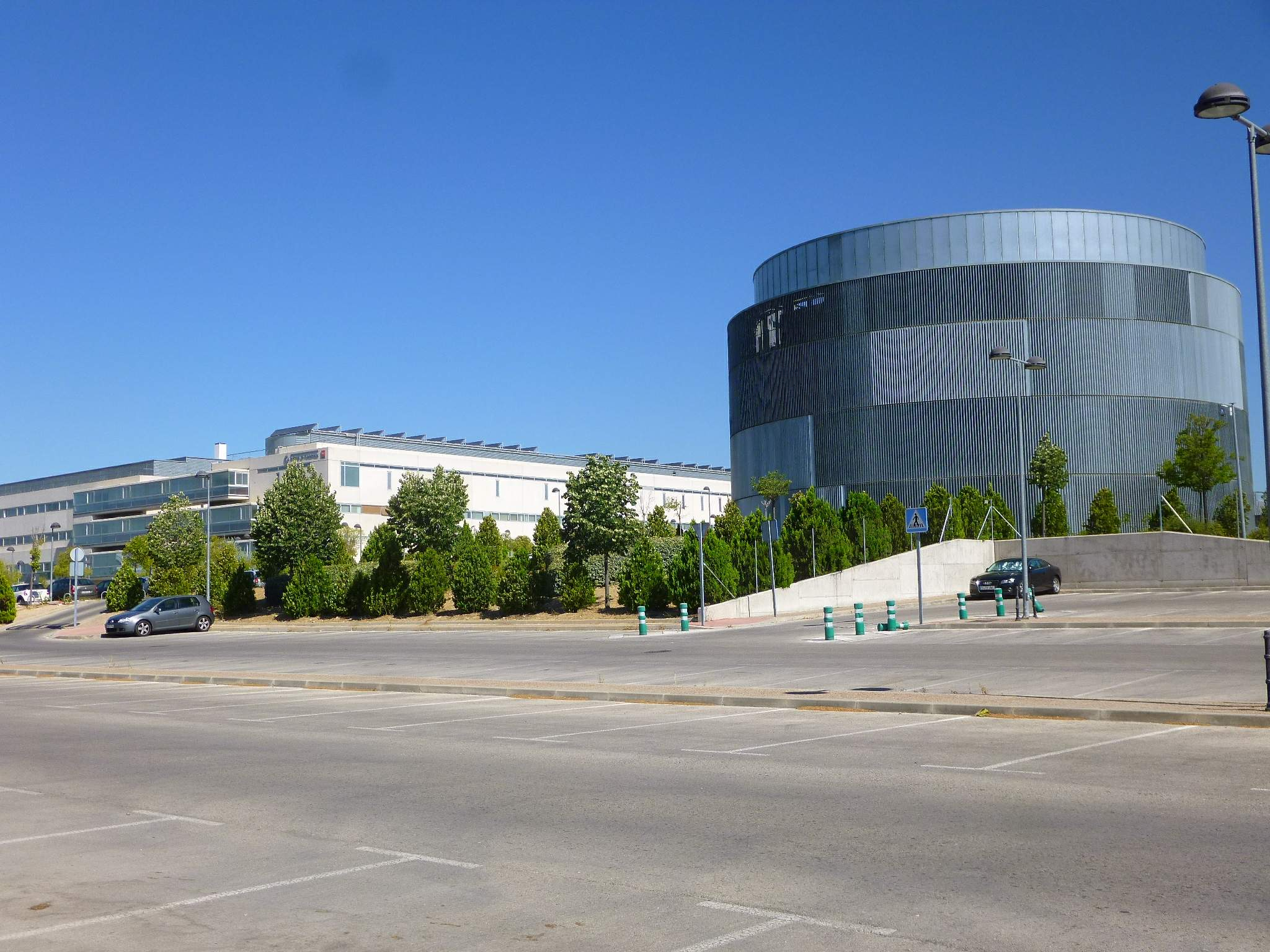
Fuenlabrada - Hospital de Fuenlabrada
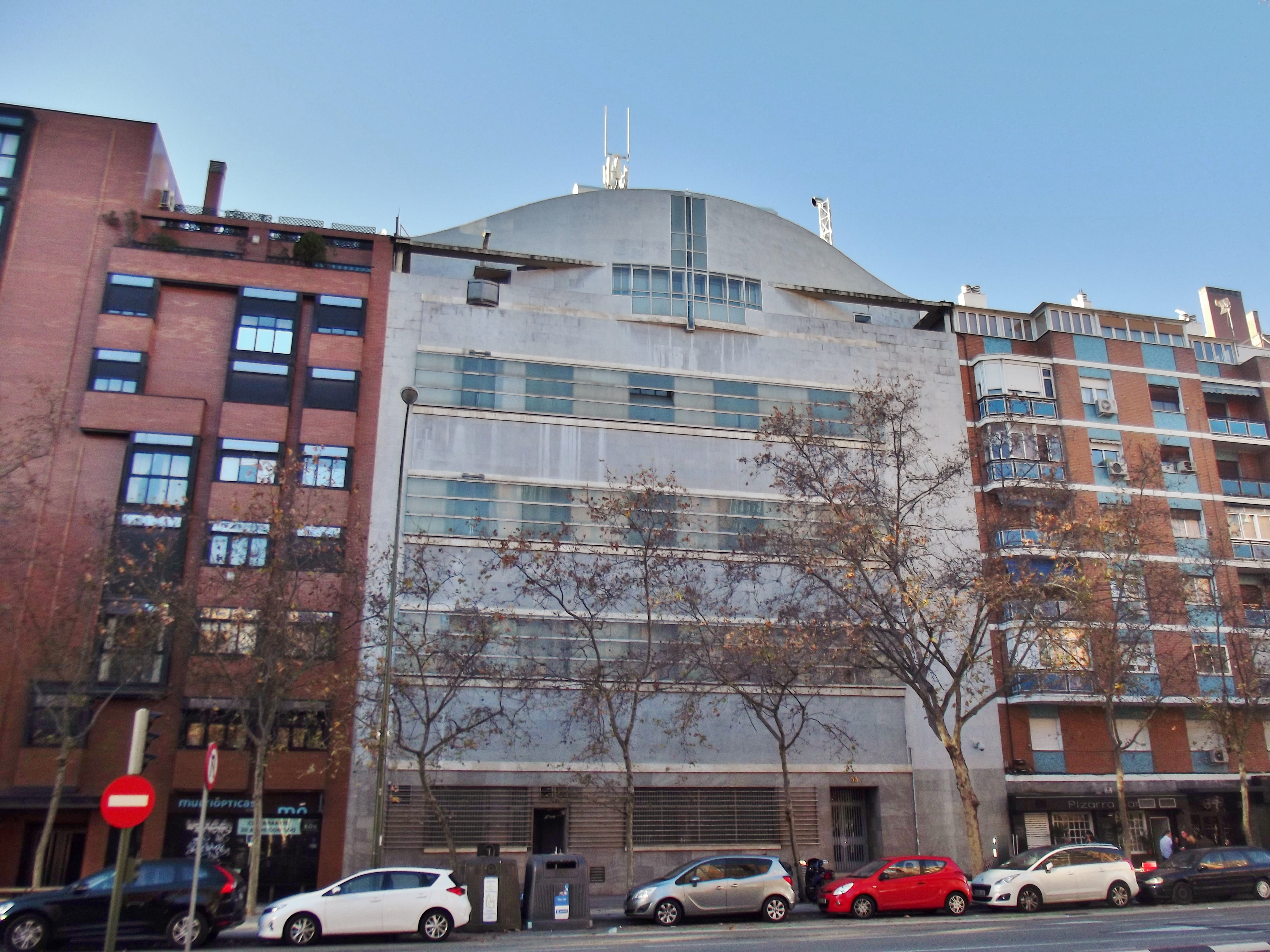
Edificio de Telefónica, calle del Corazón de María
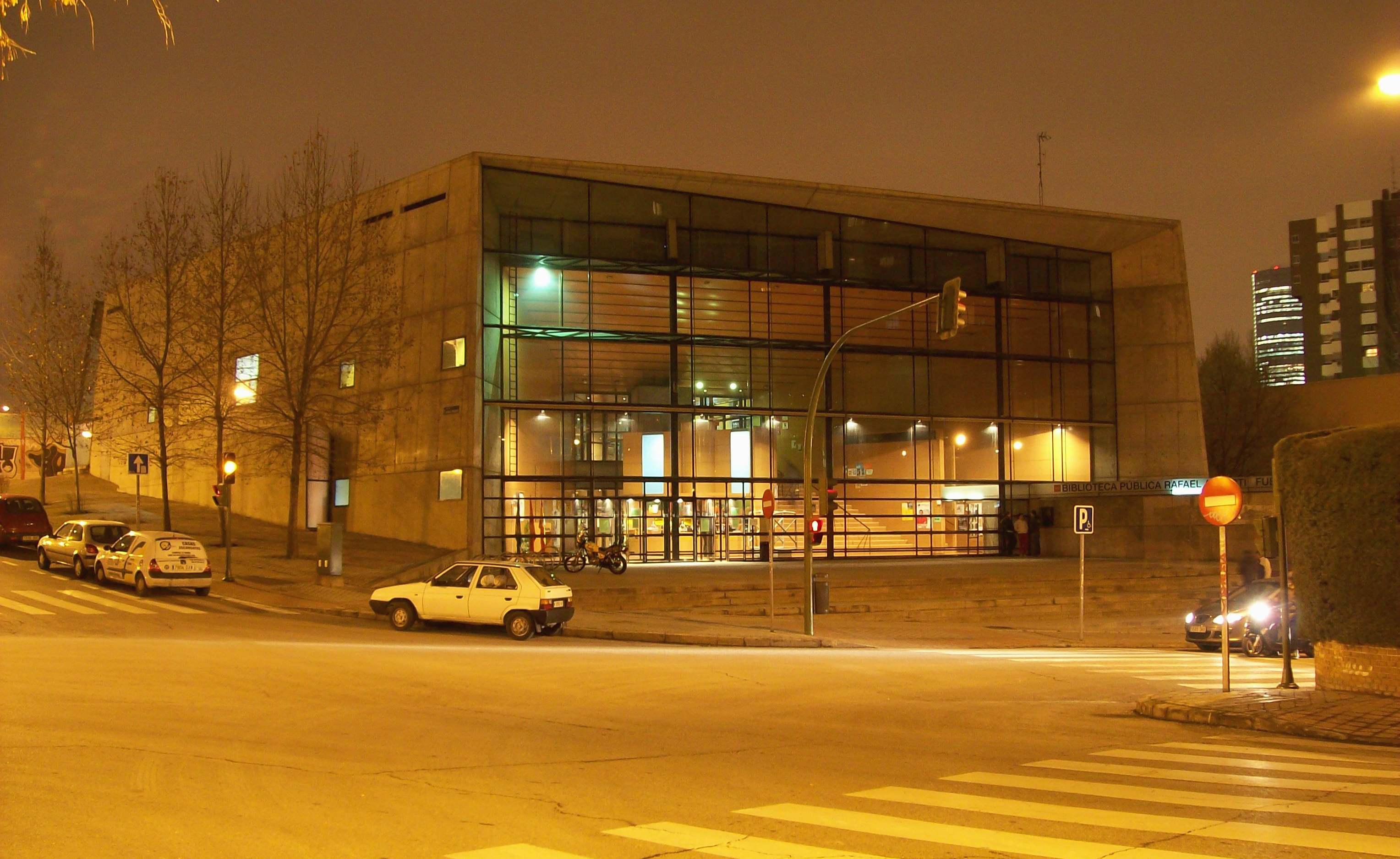
Biblioteca pública Rafael Alberti. Madrid.
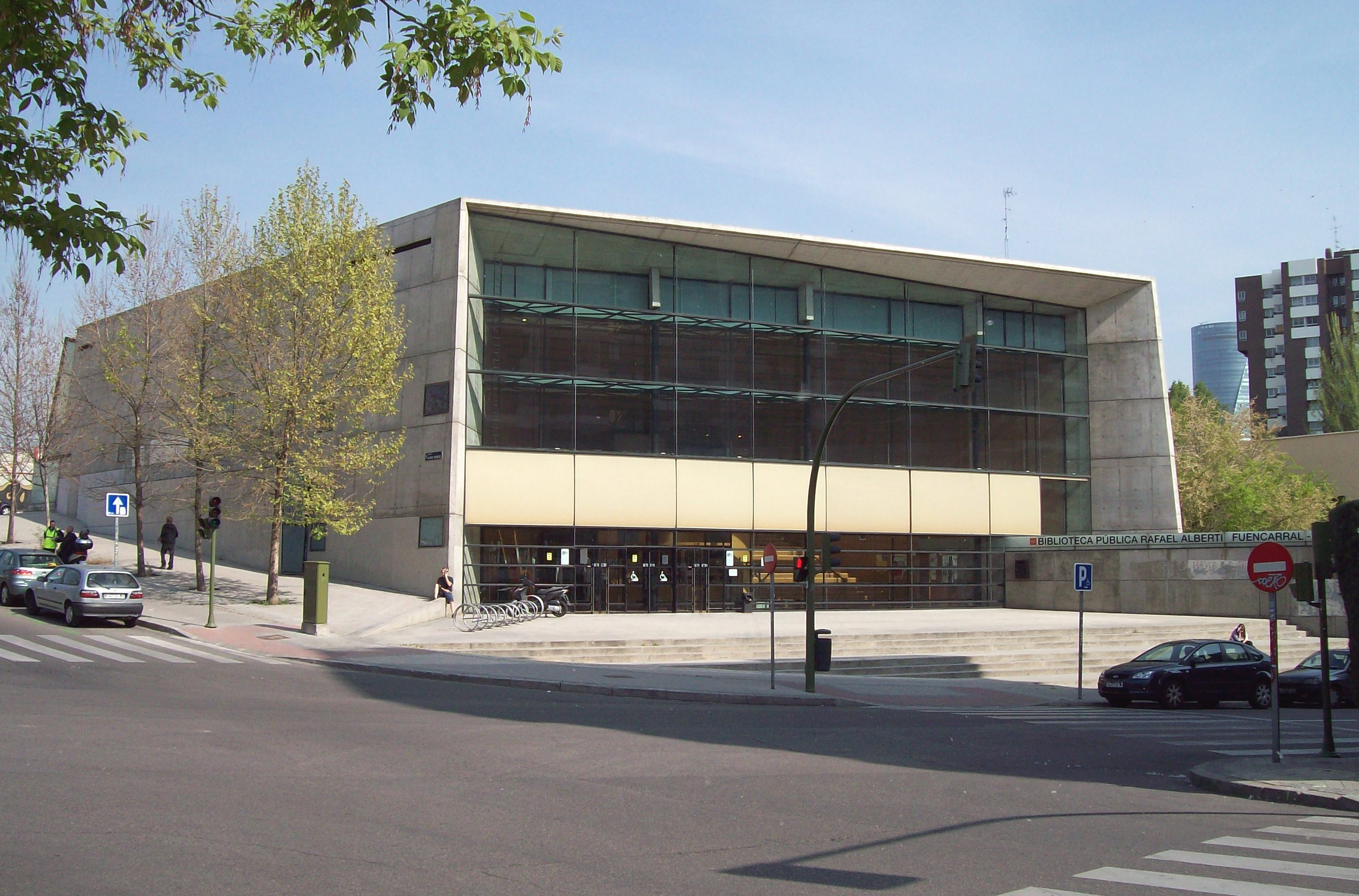
Biblioteca pública Rafael Alberti. Madrid.